# Peterodendron ovatum
Peterodendron ovatum là một loài thực vật có hoa trong họ Achariaceae. Loài này được (Sleumer) Sleumer miêu tả khoa học đầu tiên năm 1936.